# Liste der Naturdenkmale in Tann (Rhön)
Die Liste der Naturdenkmale in Tann (Rhön) nennt die im Gebiet der Stadt Tann (Rhön) im Landkreis Fulda in Hessen gelegenen Naturdenkmale.
| Bild | Bezeichnung                        | Ortsteil, Lage                                | Beschreibung | Art   | Nr.      |
| ---- | ---------------------------------- | --------------------------------------------- | ------------ | ----- | -------- |
| BW   | Buche am Fischersrain              | Günthers 50° 39′ 18,1″ N, 10° 0′ 51,9″ O      |              | Buche | 6.31.840 |
| BW   | Auenwald am Gansgehäg              | Günthers 50° 39′ 25,1″ N, 9° 59′ 48,9″ O      |              |       | 6.31.841 |
| BW   | Auenwald „Katzenfluß“              | Günthers 50° 39′ 46,3″ N, 9° 59′ 29″ O        |              |       | 6.31.842 |
| BW   | 2 Friedhofslinden                  | Günthers 50° 39′ 35,6″ N, 9° 59′ 35,4″ O      |              | Linde | 6.31.843 |
| BW   | Dorflinde                          | Habel 50° 38′ 6,2″ N, 9° 58′ 30,4″ O          |              | Linde | 6.31.844 |
| BW   | 2 Linden am Brunnen im Mollartshof | Habel 50° 37′ 29,2″ N, 9° 59′ 56,1″ O         |              | Linde | 6.31.845 |
| BW   | Dorflinde in Neustädtges           | Habel 50° 37′ 13,9″ N, 9° 59′ 32,4″ O         |              | Linde | 6.31.846 |
| BW   | Kettelborn bei Habel               | Habel 50° 38′ 10,6″ N, 9° 58′ 3″ O            |              |       | 6.31.847 |
| BW   | Kugelbaum                          | Hundsbach 50° 37′ 3,3″ N, 10° 1′ 12,9″ O      |              |       | 6.31.848 |
| BW   | Eiche im Ried                      | Neuswarts 50° 39′ 41,4″ N, 9° 58′ 27,3″ O     |              | Eiche | 6.31.849 |
| BW   | Eichwäldchen am Schieber           | Neuswarts 50° 39′ 30,5″ N, 9° 58′ 45,4″ O     |              |       | 6.31.850 |
| BW   | Hutebuche am Kothenberg            | Neuswarts 50° 39′ 0,1″ N, 9° 58′ 1,5″ O       |              | Buche | 6.31.851 |
| BW   | Buche beim Schweidhof              | Tann 50° 38′ 8,6″ N, 10° 2′ 34,7″ O           |              | Buche | 6.31.852 |
| BW   | Buche in der Struthhecke           | Tann 50° 38′ 33,4″ N, 10° 2′ 16,9″ O          |              | Buche | 6.31.853 |
| BW   | Dorflinde in der Wüstung Engelb.   | Tann 50° 38′ 9,5″ N, 10° 3′ 14,4″ O           |              | Linde | 6.31.854 |
| BW   | Buche am Wolfsgarten               | Theobaldshof 50° 39′ 25,2″ N, 10° 2′ 47,6″ O  |              | Buche | 6.31.856 |
| BW   | Fossilienführende Tuffbank         | Theobaldshof 50° 39′ 55,6″ N, 10° 2′ 13,6″ O  |              |       | 6.31.857 |
| BW   | Dorflinde                          | Wendershausen 50° 37′ 56,5″ N, 10° 1′ 0,8″ O  |              | Linde | 6.31.858 |
| BW   | Linde an der Ulsterbrücke          | Wendershausen 50° 37′ 55,9″ N, 10° 0′ 53,6″ O |              | Linde | 6.31.859 |